# Nea Zichni
Nea Zichni (tiếng Hy Lạp: ?) là một khu tự quản ở vùng Trung Makedonías, Hy Lạp. Khu tự quản Nea Zichni có diện tích 404 km², dân số theo điều tra ngày 18 tháng 3 năm 2001 là 13813 người.